# 功夫
功夫（カンフーまたはクンフー、繁体字: 功夫; 拼音: Gōngfu; 粤拼: Gung1fu1、[kʊ́ŋfu]  北京語発音、英: kung fu／kungfu([ˌkʌŋˈfuː] ( 音声ファイル)または[ˌkʊŋˈfuː]、日本語読み:こうふまたはくふう）は、中国武術を指す。少林拳、詠春拳、太極拳などさまざまな体系があり、世界中で実践されている。本来の意味は「練習・鍛錬・訓練の蓄積」、また、それに掛けた「時間や労力」の意味であり、必ずしも関連するわけではない。「功夫が足りている」のように用いられる。茶の場合は「工夫茶（功夫茶）」などと使用される。
この用語が中国人コミュニティによって中国武術に関連して使用されるようになったのは、20世紀後半になってからのことである。オックスフォード英語辞典は、「kung fu」という用語を「空手に似た主に非武装の中国武術」と定義し、印刷物で「kung fu」が最初に使用されたのは 1966年のパンチ誌によるものであるとしている。

## ブルース・リーの香港映画と功夫

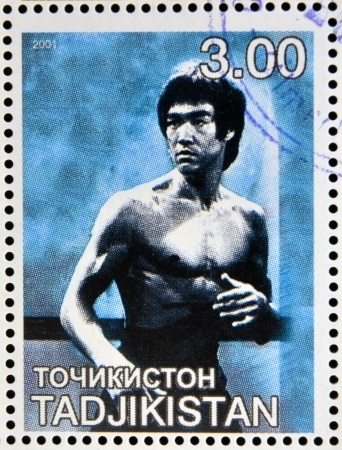
ブルース・リーの切手（タジキスタン）

北京語では拼音は Gōngfu だが、ブルース・リーの中国武術香港映画の映画が世界的にヒットした際、ウェード式、もしくは広東語の伝統的な表記法によって Kung-fu と書かれ、英語読みされた「カンフー」[ˌkʌŋˈfuː] ( 音声ファイル) が世界的に中国武術一般の総称として広まった。
日本では1970年代から1980年代前半、カンフー映画の字幕や広告において「武術」あるいは「カンフー」と表示すべき部分を「空手」「カラテ映画」と表示するなどの誤りや、「日本から広まった空手の達人による空手映画」などといった現在から考えると信じられないような誤解もあった。カンフーブームが空手道場の入門者を増やすという現象も当時見られた。ただし、カンフー映画と空手が全く無縁なわけではなく、カンフー映画では中国武術ではない、空手やテコンドーをもとにしたアクションも多く見られた。
格闘技コミックを数多く描いた漫画原作者、梶原一騎は「ショーリンケン、コンフー、つまりカラテ！」などと、意図したものかは不明だが、ブルース・リーブームを空手と結びつけるミスリードを誘う表現を多用した。またリーの成功以降、カンフーの修行者の記号化が促進され、中国拳法家といえば「中国服（女性はチャイナドレス）を着用して布靴を履き、戦闘時には上半身裸でヌンチャクを振り回しホアアアアアアと奇声をあげる」「攻撃時にはアチョーと奇声を発する」などといったイメージが一般大衆間において形成された。1970-80年代には日本のテレビドラマ『ザ・ハングマン』シリーズ、『西部警察 PART-III』など、非常に多くの映像作品においてこうした記号化されたカンフー使いが登場した。この時期においても、複数回の映画化の機会に恵まれ、知名度の高かった少林拳に関しては、日本人の宗道臣によって戦後に創始された少林寺拳法との混同こそあったものの比較的正確な姿で紹介されている。1990年代以降、格闘ゲームの流行などもあって中国拳法に関する情報量が増えたことからこうした傾向は薄れている。

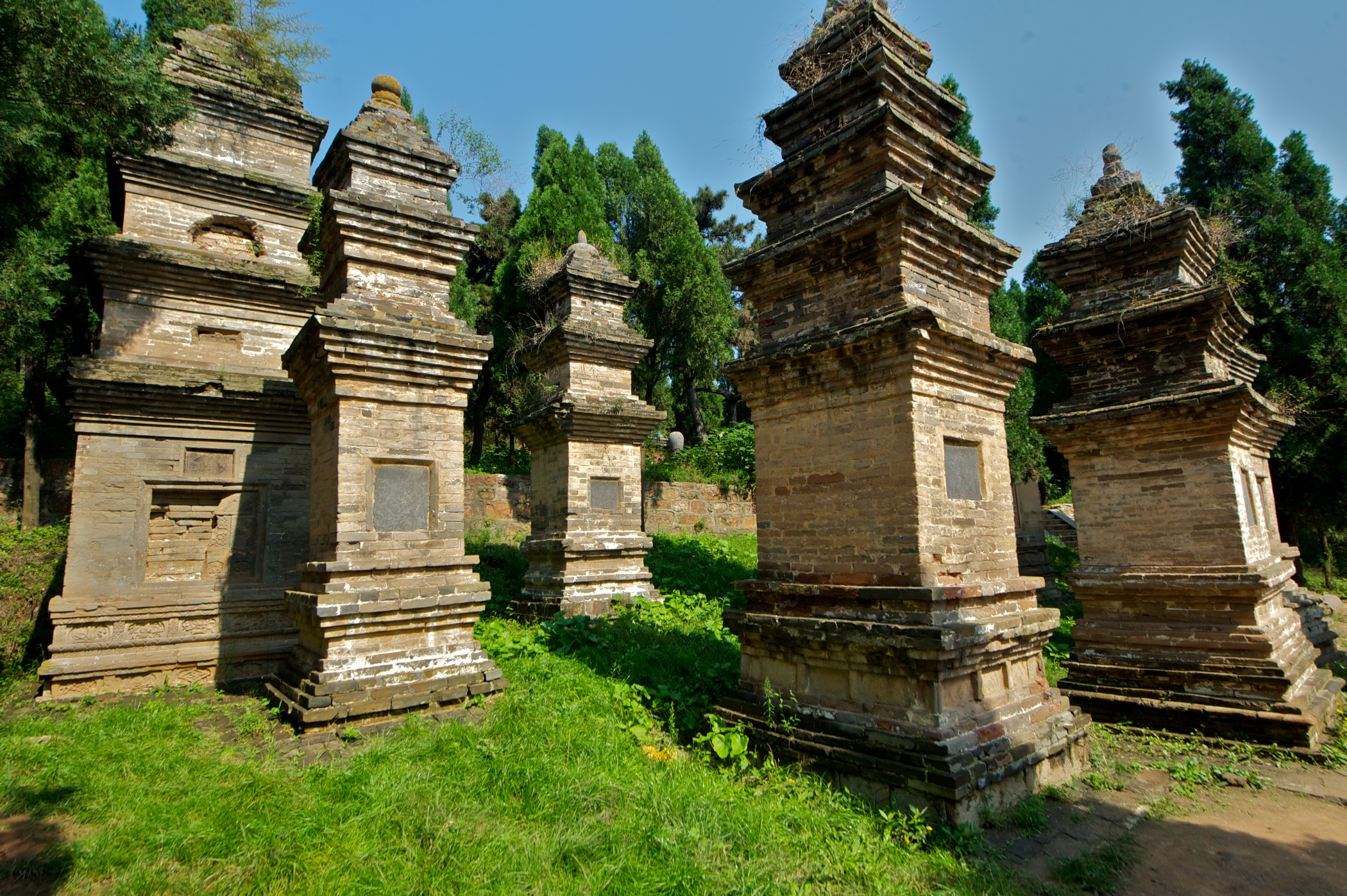
少林寺の塔林